# Jan Buuc
Jan Buuc (? - 1389) was burgemeester van Sluis en admiraal van de zee, aangesteld door Lodewijk van Male. Nadat Filips de Stoute Lodewijk was opgevolgd werd hij admiral de Flandre. Hij was de eerste ambtelijke admiraal van Vlaanderen. Mogelijk was hij een zoon van Jacob Buuc.
Hij wist tijdens de Gentse Opstand van 1379 tot 1385 de inname van Antwerpen te voorkomen. Daarna voerde Buuc een kaperoorlog tegen de Engelsen. In 1387 werd hij belast met de konvooiering van de westvloot. In het Nauw van Calais werd de vloot overvallen door de Engelsen, waarna hij gevangen werd genomen. De Engelsen weigerden hem vrij te laten en hij overleed in oktober 1389 in de Tower of London.